# Václav Bezdružický z Kolovrat
Václav Bezdružický z Kolovrat, také z Kolowrat (1457–1536 až 1539) byl český šlechtic z rodu Kolovratů. Více než dvacet let zastával úřad nejvyššího dvorského sudího Českého království.

## Původ a kariéra
Narodil se jako syn Jana Bezdružického z Kolovrat († 1475) a jeho manželky Anežky Berkové z Dubé.
V letech 1511–1537 (nebo 1512–1534 nebo snad 1512–1536) byl nejvyšším dvorským sudím Českého království. V roce 1525 (nebo 1499) zastával také úřad vyšehradského purkrabího.
Stál za rozsáhlou opravou augustiniánského kláštera v Dolním Ročově, který Václavův rod založil ve 14. století.

## Majetek
Z prvního manželství vyženil Košátky, v držení rodu byl zámek až do pozemkové reformy ve 20. letech 20. století. Z druhého manželství získal Hostivice.

## Rodina
Václav Bezdružický z Kolovrat se oženil dvakrát. Nejdříve si v roce 1485 vzal Dorotu z Veitmile (zmiňována 1486–1595), dceru Jana z Veitmile a Kateřiny z Kopidlna. Jeho druhou manželkou byla Anna Anděla z Eistebna (zmiňována 1527–1545), dcera Žibřida z Eistebna a Doroty z Moravěvsi.
Děti z prvního manželství:
- 1. Anežka († 15. 3. 1538, pohřbena v Bechyni
  - 1. ∞ Václav Švihovský z Rýzmburka (zmiňován 1505–1508)
  - 2. ∞ (20. 11. 1508) Kryštof ze Švamberka († 13. 1. 1534, pohřben v Bechyni)
- 2. Alžběta (zmiňována 1509–1553)
  - 1. ∞ Burian Labuť ze Švamberka (zmiňován 1480–1513)
  - 2. ∞ Ludvík Zajímač z Kunštátu (zmiňován 1530–1543)
- 3. Jan (zmiňován od 1514, † 1556), hejtman žateckého kraje (1544)
  - 1. ∞ Kateřina Berková z Dubé a Lipé († před 1537)
  - 2. ∞ Anna Csáky († před 1577)
- 4. Vladislav (zmiňován od 1515, † 10. 4. 1575, pohřben v Černovičkách)
  - ∞ (26. 1. 1550 Buštěhrad) Marie Magdalena Bořitová z Martinic († po 1600)

Děti z druhého manželství:
- 5. Ludvík († 1554/1555), hejtman Nového Města pražského (1542–1550)
  - ∞ Anna z Ilburka († 1551–1554)
- 6. Václav († mlád před 1531)
- 7. Dorota († 1553)
  - ∞ Jan Holický ze Šternberka († 1550–1551)
- 8. Magdalena († 1540)
  - ∞ (1536) Adam z Vartemberka († po 1564)